# Eddy Ratti
Eddy Ratti (Codogno, 4 april 1977) is een Italiaans voormalig wielrenner.

## Carrière
Ratti begon zijn carrière in 2000 bij de wielerploeg Mapei-Quick Step. Hij behaalde zijn eerste overwinning in 2002 op het Regio-Tour bij het tijdrijden. Kort daarna won hij ook de Italiaanse wielerwedstrijd de Ronde van de Drie Valleien. Daarna ging hij naar de wielerploeg Lampre waar die tot 2004 bleef maar behaald er geen succes waarop die weer datzelfde jaar naar Flanders-Afincom vertrok. In 2005 kwam Ratti uit voor de Japanse ploeg Team Nippo, met deze ploeg werd hij vierde werd op het Trofeo Matteotti en won hij de ronde van Hokkiado. Sinds 2006 rijdt hij voor de Italiaanse Naturino-Sapore di Mare.
Tijdens de ronde van Beieren werd hij vijfde, tweede bij Circuit de Lorraine, derde bij Giro dell'Appennino en ook derde bij Giro del Trentino. Daarnaast won die ook een etappe bij Settimana Ciclistica Lombarda.
Begin 2010 werd Ratti betrapt op het gebruik van CERA.

## Belangrijkste overwinningen
2002
- 2e etappe deel b Regio Tour International
- Tre Valli Varesine

2005
- 1e etappe Ronde van Hokkaido
- 4e etappe Ronde van Hokkaido
- Eindklassement Ronde van Hokkaido

2006
- 5e etappe Settimana Ciclista Lombarda

2008
- 2e etappe Brixia Tour

## Resultaten in voornaamste wedstrijden
| Jaar | Ronde van Italië | Ronde van Frankrijk | Ronde van Spanje |
| ---- | ---------------- | ------------------- | ---------------- |
| 2001 |                  |                     | 110e             |
| 2002 |                  |                     | opgave           |